# 銀河コロナ
銀河コロナ(Galactic corona)は、銀河系の銀河ハローを構成するイオン化した熱いガス成分である。この用語は21世紀初頭から使われるようになった。他の渦巻銀河で見られる同様の成分についても同じように銀河コロナと呼ばれる。
コロナのガスは、超新星残骸からイオン化されたガスのスーパーバブルが銀河ハローに向かって噴出することで持続される。ガスが冷えると、重力に従って銀河円盤に再び引き戻される。